# Epilaeliocattleya
Epilaeliocattleya, (abreviado Eplc.) en el comercio, es un híbrido intergenérico entre los géneros de orquídeas (Epidendrum, Laelia and Cattleya).